# スターキングダム
スターキングダム (Star Kingdom) は、アイルランド生まれの競走馬、種牡馬。競走馬としては大レースに勝利することができなかったが、種牡馬としてオーストラリアで大きな成功を収めた。

## 経歴

### 競走馬時代
スターキングダムは1946年にImpromptuの第2仔として誕生した。1歳時にドンカスターで行われたセリ市に出品され、出版業者のW.ハーヴェイによって3100ギニーで落札された。ハーヴェイは後のスターキングダムに「スターキング」という競走馬名をつけた。
スターキングは1947年4月8日に競走馬としてデビュー。5月にかけて3連勝を飾った。7月に出走した4戦目のナショナルプロデューズブリーダーズズテークスでは後に短距離戦線で大きな活躍を見せるアバーナントに接戦の末敗れたが、その後8月にかけてリッチモンドステークス、ジムクラックステークスと2連勝を飾り、翌年のクラシックに備えて休養に入った。この年のイギリスの2歳フリーハンデではアバーナント（133ポンド）に次ぐ第2位（131ポンド）に格付けされた。
1948年4月上旬にレースに復帰し、グリーナムステークスを勝利。同月下旬の2000ギニーではアバーナントに次ぐ2番人気に支持されたが10着に敗れた（アバーナントは2着、優勝馬はニンバス）。その後6月にジャージーステークスを優勝し、7月のジュライカップでアバーナントとの3度目の対戦に臨んだが11馬身離された3着に敗れた。ハーヴェイはジュライカップ出走後、8月にハンガーフォードステークスに優勝したスターキングを引退させ種牡馬にしようと考えたが、C.レイから購入の申し出を受けて売却した。
C.レイの下、スターキングは1949年も競走生活を送り、5月に出走したシーズン初戦に優勝した。しかしその後は4戦したものの勝利を挙げることができず、S.ウートンに売却された。ウートンはスターキングを引退させ、生まれ故郷であるオーストラリアで種牡馬として供用することにした。

### 種牡馬時代
スターキングはオーストラリアへ輸入された後、同国に同名の現役競走馬がいたことから、当時の規則に従って「スターキングダム」と改名された。
スターキングダムの産駒は短距離戦を中心にオーストラリアで優秀な成績を収め、1958/1959年シーズンから4シーズン連続で、さらに1964/1965年シーズンにリーディングサイアーとなった。産駒は特に2歳戦で活躍し、1954/1955年シーズンから6シーズン連続で2歳リーディングサイアーとなり、また、産駒は1957年から1961年にかけて5年連続でゴールデンスリッパーステークスを優勝した。スターキングダムはブルードメアサイアーとしても能力を発揮し、1967/1968年シリーズから3シーズン連続でリーディングブルードメアサイアーとなった。

## 血統表
| スターキングダムの血統（ハイペリオン系 / Sunstar 4x4=12.50%、 Canterbury Pilgrim 5x5=6.25%） | スターキングダムの血統（ハイペリオン系 / Sunstar 4x4=12.50%、 Canterbury Pilgrim 5x5=6.25%） | スターキングダムの血統（ハイペリオン系 / Sunstar 4x4=12.50%、 Canterbury Pilgrim 5x5=6.25%） | （血統表の出典）    | （血統表の出典） |
| 父 Stardust 1937 栗毛 イギリス                                                               | 父の父Hyperion 1930 栗毛 イギリス                                                            | Gainsborough                                                                                 | Bayardo             | Bayardo          |
| 父 Stardust 1937 栗毛 イギリス                                                               | 父の父Hyperion 1930 栗毛 イギリス                                                            | Gainsborough                                                                                 | Rosedrop            |                  |
| 父 Stardust 1937 栗毛 イギリス                                                               | 父の父Hyperion 1930 栗毛 イギリス                                                            | Selene                                                                                       | Chaucer             | Chaucer          |
| 父 Stardust 1937 栗毛 イギリス                                                               | 父の父Hyperion 1930 栗毛 イギリス                                                            | Selene                                                                                       | Serenissima         |                  |
| 父 Stardust 1937 栗毛 イギリス                                                               | 父の母Sister Stella 1923 栗毛 イギリス                                                       | Friar Marcus                                                                                 | Cicero              | Cicero           |
| 父 Stardust 1937 栗毛 イギリス                                                               | 父の母Sister Stella 1923 栗毛 イギリス                                                       | Friar Marcus                                                                                 | Prim Nun            |                  |
| 父 Stardust 1937 栗毛 イギリス                                                               | 父の母Sister Stella 1923 栗毛 イギリス                                                       | Etoile                                                                                       | Sunstar             | Sunstar          |
| 父 Stardust 1937 栗毛 イギリス                                                               | 父の母Sister Stella 1923 栗毛 イギリス                                                       | Etoile                                                                                       | Princesse de Galles |                  |
| 母 Impromptu 1939 青鹿毛 アイルランド                                                        | 母の父Concerto 1928 青鹿毛 イギリス                                                          | Orpheus                                                                                      | Orby                | Orby             |
| 母 Impromptu 1939 青鹿毛 アイルランド                                                        | 母の父Concerto 1928 青鹿毛 イギリス                                                          | Orpheus                                                                                      | Electra             |                  |
| 母 Impromptu 1939 青鹿毛 アイルランド                                                        | 母の父Concerto 1928 青鹿毛 イギリス                                                          | Constellation                                                                                | Sunstar             | Sunstar          |
| 母 Impromptu 1939 青鹿毛 アイルランド                                                        | 母の父Concerto 1928 青鹿毛 イギリス                                                          | Constellation                                                                                | Stop Her            |                  |
| 母 Impromptu 1939 青鹿毛 アイルランド                                                        | 母の母Thoughtless 1934 青鹿毛 アイルランド                                                   | Papyrus                                                                                      | Tracery             | Tracery          |
| 母 Impromptu 1939 青鹿毛 アイルランド                                                        | 母の母Thoughtless 1934 青鹿毛 アイルランド                                                   | Papyrus                                                                                      | Miss Matty          |                  |
| 母 Impromptu 1939 青鹿毛 アイルランド                                                        | 母の母Thoughtless 1934 青鹿毛 アイルランド                                                   | Virgin's Folly                                                                               | Swynford            | Swynford         |
| 母 Impromptu 1939 青鹿毛 アイルランド                                                        | 母の母Thoughtless 1934 青鹿毛 アイルランド                                                   | Virgin's Folly                                                                               | Widow Bird F-No.1-g |                  |